# Temporada 1975-76 de la ABA
La Temporada 1975-76 de la ABA fue la novena y última temporada de la American Basketball Association. La temporada regular comenzó el 24 de octubre de 1975 y finalizó el 4 de julio de 1976.
Tras finalizar la temporada, el 17 de junio de 1976 tuvo lugar la fusión entre la ABA y la NBA.

## Récords

### Individuales
- 5 de marzo: Récord de la ABA. El escolta de los Denver Nuggets David Thompson batió el récord de puntos anotados en un solo cuarto, al convertir 21 en el primer cuarto del encuentro en el que los Nuggets superaron a los Spirits of St. Louis por 137-125.

### Equipo
- 29 de octubre: Más faltas personales en un encuentro. En la victoria de los Denver Nuggets sobre los Utah Stars por 122-117, entre ambos equipos completaron 83 faltas personales, superando la marca establecida por Denver Nuggets y los Virginia Squires el 23 de noviembre de 1974.

## Clasificación
| # | Equipo               | G  | P  | %    | PV   | PJ |
| - | -------------------- | -- | -- | ---- | ---- | -- |
| 1 | x-Denver Nuggets     | 60 | 24 | .714 | –    | 84 |
| 2 | x-New York Nets      | 55 | 29 | .655 | 5.0  | 84 |
| 3 | x-San Antonio Spurs  | 50 | 34 | .595 | 10.0 | 84 |
| 4 | y-Kentucky Colonels  | 46 | 38 | .548 | 14.0 | 84 |
| 5 | y-Indiana Pacers     | 39 | 45 | .464 | 21.0 | 84 |
| 6 | Spirits of St. Louis | 35 | 49 | .417 | 25.0 | 84 |
| 7 | Virginia Squires     | 15 | 68 | .181 | 44.5 | 83 |
| 8 | z-Utah Stars         | 4  | 12 | .250 | 22.0 | 16 |
| 9 | z-San Diego Sails    | 3  | 8  | .273 | 20.5 | 11 |

x- Clasificado a las Semifinales / 
y- Clasificado a la Serie del Comodín / 
z- No Completaron el Calendario Regular

## Playoffs
|  | Serie del Comodín | Serie del Comodín | Serie del Comodín |                   |   | Semifinales de Liga | Semifinales de Liga | Semifinales de Liga |  |     | Final ABA      | Final ABA | Final ABA |  |
|  |                   |                   |                   |                   |   |                     |                     |                     |  |     |                |           |           |  |
|  |                   |                   |                   |                   |   |                     |                     |                     |  |     |                |           |           |  |
|  |                   |                   |                   |                   |   |                     |                     |                     |  |     |                |           |           |  |
|  |                   |                   |                   |                   |   |                     |                     |                     |  |     |                |           |           |  |
|  |                   |                   |                   |                   |   |                     |                     |                     |  |     |                |           |           |  |
|  |                   | # 1               | Denver Nuggets    | 4                 |   |                     |                     |                     |  |     |                |           |           |  |
|  |                   |                   |                   | 4                 |   |                     |                     |                     |  |     |                |           |           |  |
|  |                   |                   | # 4               | Kentucky Colonels | 3 |                     |                     |                     |  |     |                |           |           |  |
|  | # 4               | Kentucky Colonels | # 4               | Kentucky Colonels | 3 | 2                   |                     |                     |  |     |                |           |           |  |
|  | # 4               | Kentucky Colonels |                   |                   |   |                     |                     |                     |  |     |                |           |           |  |
|  | # 5               | Indiana Pacers    | 1                 |                   |   |                     |                     |                     |  |     |                |           |           |  |
|  | # 5               | Indiana Pacers    | 1                 |                   |   |                     |                     |                     |  | # 1 | Denver Nuggets | 2         |           |  |
|  |                   |                   |                   |                   |   |                     |                     |                     |  | # 1 | Denver Nuggets | 2         |           |  |
|  |                   |                   | # 2               | New York Nets     | 4 |                     |                     |                     |  |     |                |           |           |  |
|  |                   |                   | # 2               | New York Nets     | 4 |                     |                     |                     |  |     |                |           |           |  |
|  |                   |                   |                   |                   |   |                     |                     |                     |  |     |                |           |           |  |
|  |                   |                   |                   |                   |   |                     |                     |                     |  |     |                |           |           |  |
|  |                   | # 2               | New York Nets     | 4                 |   |                     |                     |                     |  |     |                |           |           |  |
|  |                   |                   |                   | 4                 |   |                     |                     |                     |  |     |                |           |           |  |
|  |                   |                   | # 3               | San Antonio Spurs | 3 |                     |                     |                     |  |     |                |           |           |  |
|  |                   |                   | # 3               | San Antonio Spurs | 3 |                     |                     |                     |  |     |                |           |           |  |
|  |                   |                   |                   |                   |   |                     |                     |                     |  |     |                |           |           |  |
|  |                   |                   |                   |                   |   |                     |                     |                     |  |     |                |           |           |  |
|  |                   |                   |                   |                   |   |                     |                     |                     |  |     |                |           |           |  |
|  |                   |                   |                   |                   |   |                     |                     |                     |  |     |                |           |           |  |

## Líderes por estadísticas
| Categoría                    | Jugador                           | Partidos jugados | Totales | Promedio |
| ---------------------------- | --------------------------------- | ---------------- | ------- | -------- |
| Puntos por partido           | Julius Erving (New York Nets)     | 84               | 2.462   | 29.3     |
| Rebotes por partido          | Artis Gilmore (Kentucky Colonels) | 84               | 1.303   | 15.5     |
| Asistencias por partido      | Don Buse (Indiana Pacers)         | 84               | 689     | 8.2      |
| Robos de balón por partido   | Don Buse (Indiana Pacers)         | 84               | 346     | 4.1      |
| Tapones por partido          | Billy Paultz (San Antonio Spurs)  | 83               | 253     | 3.0      |
| Porcentaje de tiros de campo | Bobby Jones (Denver Nuggets)      | 83               | 510/898 | .568     |
| Porcentaje de Tiros de 3     | Brian Taylor (New York Nets)      | 54               | 32/76   | .421     |
| Porcentaje de tiros libres   | Mack Calvin (Virginia Squires)    | 45               | 253/285 | .888     |

## Premios

### Reconocimientos individuales
- MVP de la Temporada
  -  Julius Erving, New York Nets
- Rookie del Año
  -  David Thompson, Denver Nuggets
- Entrenador del año
  -  Larry Brown, Denver Nuggets
- Ejecutivo del año
  -  Carl Scheer, Denver Nuggets
- Mejor Quinteto de la Temporada
  -  Julius Erving, New York Nets
  -  Billy Knight, Indiana Pacers
  -  Artis Gilmore, Kentucky Colonels
  -  James Silas, San Antonio Spurs
  -  Ralph Simpson, Denver Nuggets
- Segundo Mejor Quinteto de la Temporada
  -  David Thompson, Denver Nuggets
  -  Bobby Jones, Denver Nuggets
  -  Dan Issel, Denver Nuggets
  -  Don Buse, Indiana Pacers
  -  George Gervin, San Antonio Spurs
- Mejor Quinteto de Rookies
  -  M.L. Carr, Spirits of St. Louis
  -  Mark Olberding, San Diego/San Antonio
  -  Kim Hughes, New York Nets
  -  David Thompson, Denver Nuggets
  -  Ticky Burden, Virginia Squires
- Mejor Quinteto Defensivo 
  -  Bobby Jones, Denver Nuggets
  -  Julius Erving, New York Nets
  -  Artis Gilmore, Kentucky Colonels
  -  Don Buse, Indiana Pacers
  -  Brian Taylor, New York Nets

- Datos: Q463509